# Sea Power
Sea Power (wcześniej British Sea Power) – angielski zespół rockowy utworzony w Brighton w 2000 roku przez pochodzących z miejscowości Kendal w hrabstwie Cumbria braci Yana (śpiew, gitara) i Hamiltona (gitara basowa, śpiew) oraz Wooda (perkusja), a także wywodzącego się z Bury Noble’a (gitara). Zespół łączy elementy post-punku (Joy Division, Echo & The Bunnymen, Wire) z brzmieniem indie-rocka (Pixies, Pavement, The Wedding Present). Do inspiracji grupy należą też David Bowie, Mercury Rev czy The Flaming Lips. Do 2021 roku zespół występował pod nazwą British Sea Power, zmianę nazwy uzasadnił chęcią odcięcia się od fali nacjonalizmu w Wielkiej Brytanii.
Trzy pierwsze albumy zyskały uznanie krytyki. Grupa gościła w Polsce w sierpniu 2008 roku, dając koncert drugiego dnia 3. Off Festivalu 2008 – 9 sierpnia o godzinie 22:05. Zespół znany jest z sympatii dla regionu Europy Środkowo-Wschodniej oraz narodów słowiańskich – w jego piosenkach znajdują się nawiązania do kultury czeskiej czy rosyjskiej, a utwór „Waving Flags” z płyty Do You Like Rock Music? poświęcony jest fali polskiej emigracji w Wielkiej Brytanii.

## Dyskografia

### Albumy
- The Decline Of British Sea Power (2003)
- Open Season (2005)
- Do You Like Rock Music? (2008)
- Man of Aran (2009)
- Valhalla Dancehall (2011)
- From the Sea to the Land Beyond (2013)
- Machineries of Joy (2013)
- Happiness (2014)
- Sea of Brass (2015)
- Let the Dancers Inherit the Party (2017)
- Disco Elysium (2019)
- Everything Was Forever (2023)

### EP
- Remember Me (2003)
- The Spirit of St. Louis (2004)
- Krankenhaus? (2007)
- Zeus (2010)
- Valhalla V.I.P. (2011)
- BSP 1-6 (2012)

### Single
- Fear of Drowning (2001)
- Remember Me (2001)
- The Lonely (2002)
- Childhood Memories (2002)
- Carrion/Apologies to Insect Life (2003)
- It Ended on an Oily Stage (2005)
- Please Stand Up (2005)
- Waving Flags (2008)
- No Lucifer (2008)
- Living Is So Easy (2010)
- Who's In Control (2011)
- Georgie Ray/Mongk (2011)
- Machineries of Joy (2013)
- Monsters of Sunderland (2013)
- Facts Are Right (2013)
- Loving Animals (2013)
- Don't Let The Sun Get In The Way (2017)
- Keep On Trying (Sechs Freunde) (2017)